# Huffmanela
Genre
Huffmanela Moravec, 1987  est un genre de nématodes parasites de poissons.

## Morphologie
Comme chez les autres nématodes, les espèces d’Huffmanela ont un corps allongé et vermiforme, qui est dans ce cas particulièrement fin et petit. Le mâle est plus petit que la femelle. Le stichosome est composé d'un seul rang de stichocytes. Les œufs mûrs contiennent des larves et ont des parois pigmentées, de jaune à noir, souvent très épaisses, comprenant trois couches, et des bouchons polaires. 
La structure de la coque de l'oeuf des Huffmanela a été révisée dans le cadre d'une nouvelle interprétation des oeufs de nématodes en 2023 .

## Biologie

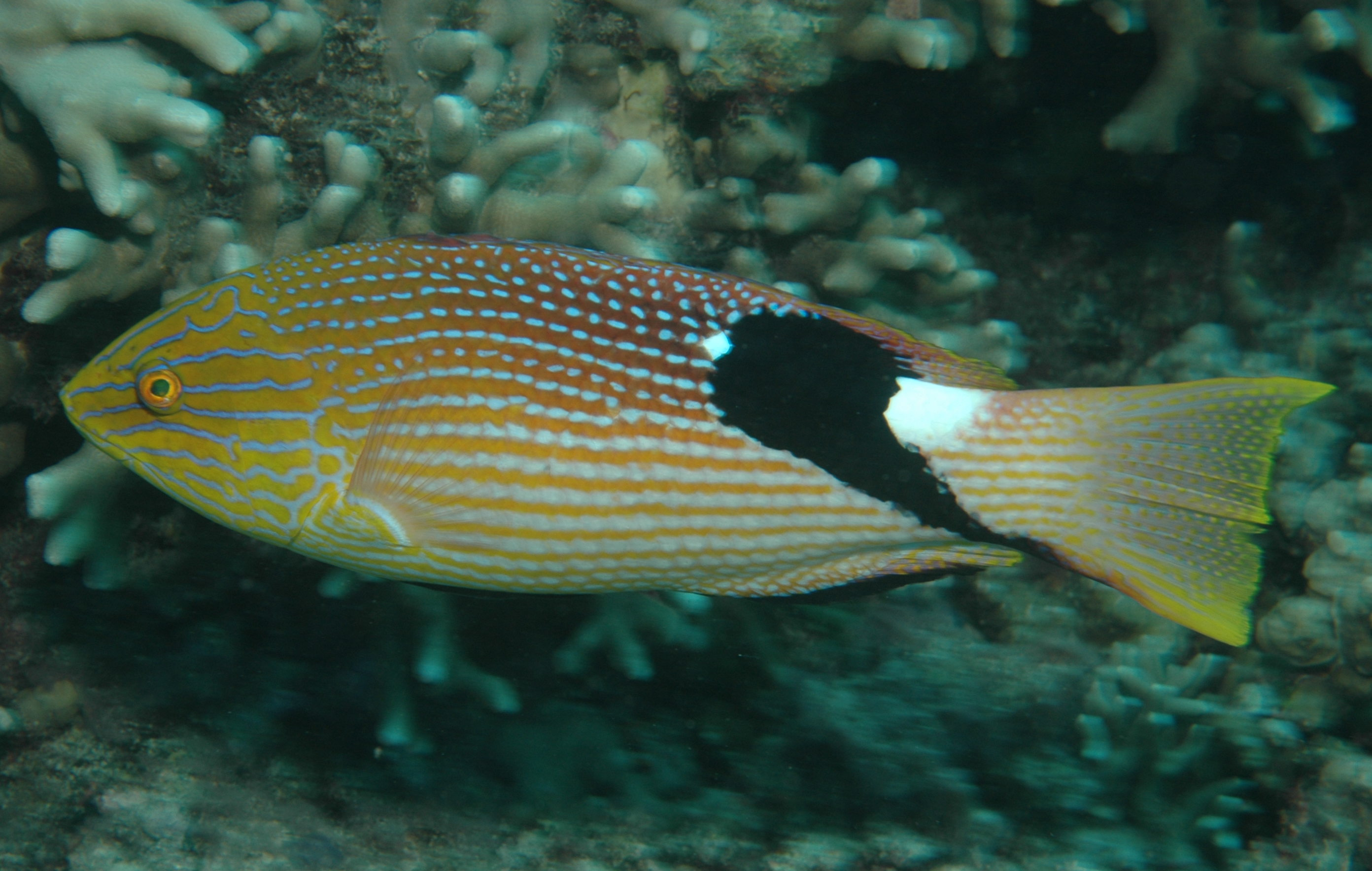
Bodianus loxozonus a ses os parasités par Huffmanela ossicola en Nouvelle-Calédonie

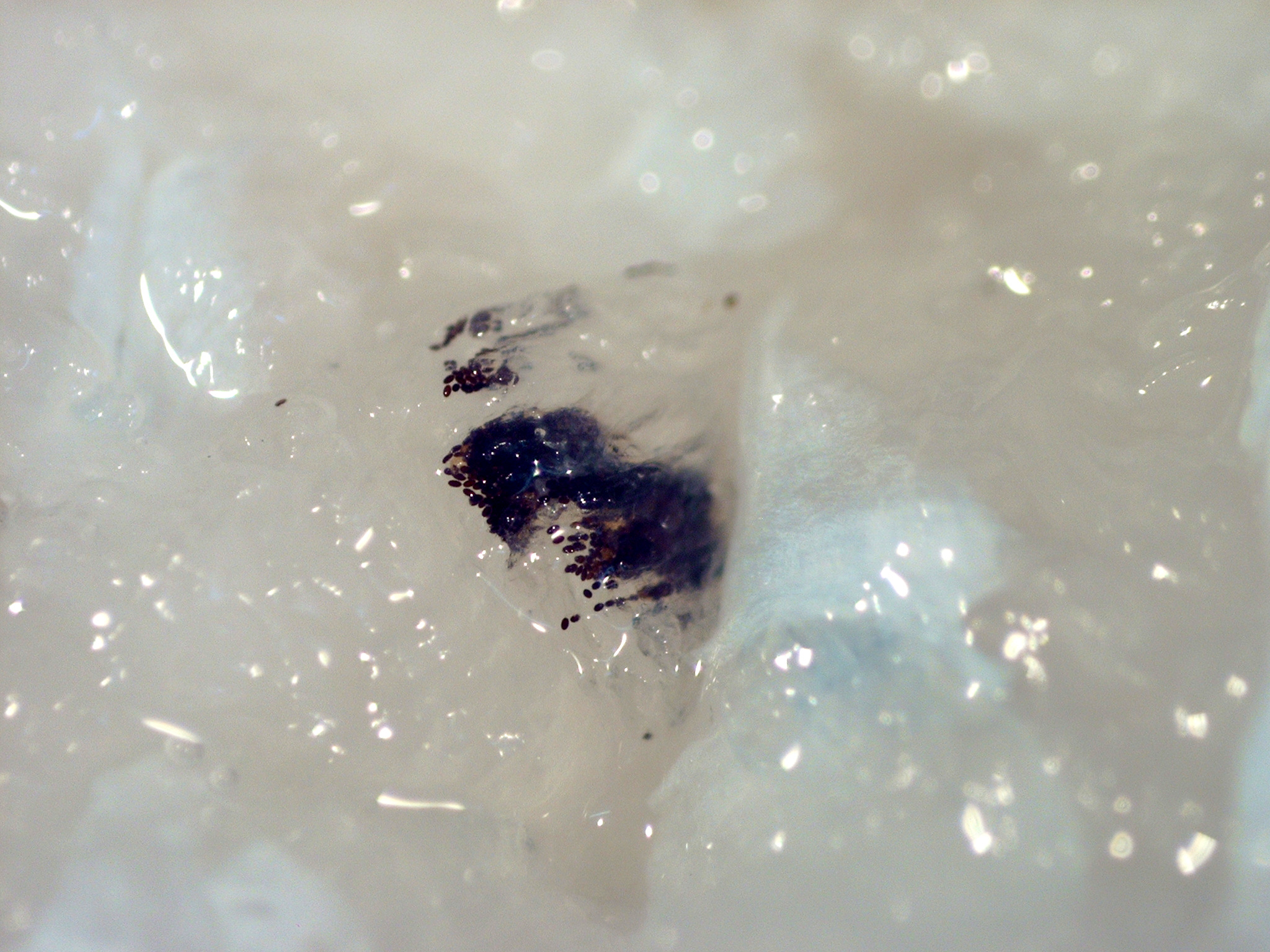
La tache noire dans ces muscles de Muraenesox cinereus est une accumulation d'œufs d’Huffmanela hamo

Les nématodes du genre Huffmanela sont tous parasites de poissons. Ils infectent différents tissus (peau, muqueuse, musculature, paroi de la vessie gazeuse, et même l'intérieur des os
) des élasmobranches (requins) et poissons osseux. 
Leur cycle biologique n'est pas connu. 

Les femelles déposent des œufs peu mûrs dans les tissus de l'hôte et les œufs continuent à se développer après avoir été pondus.
Les œufs se présentent généralement sous la forme de masses dans les tissus de l'hôte, produisant des taches noires bien visibles dans les chairs ou d'autres organes; ces taches noires peuvent constituer un problème commercial.

## Systématique
En zoologie, les nouvelles espèces sont généralement décrites à partir de spécimens adultes. Toutefois, dans les cas des espèces d’Huffmanela, il arrive souvent que les œufs soient le seul stade connu. Pour cette raison, plusieurs espèces d’Huffmanela ont été décrites seulement à partir des œufs,. Ceci est exceptionnel mais parfaitement valide du point de vue du Code international de nomenclature zoologique, et les œufs sont considérés comme syntypes de la nouvelle espèce.

## Classification

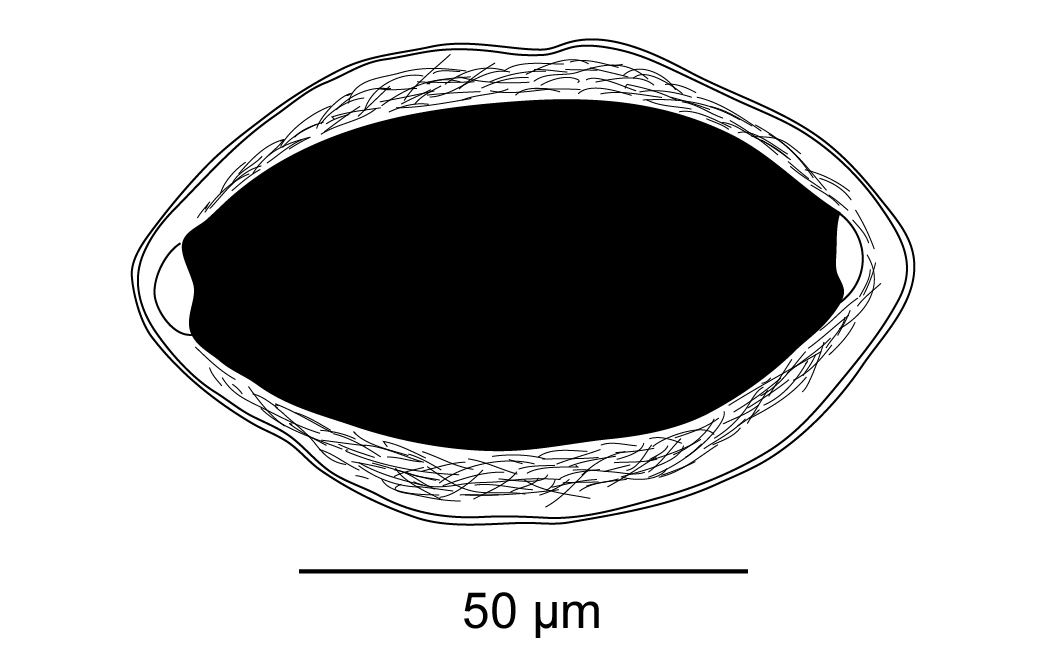
Huffmanela ossicola, Une espèce décrite seulement à partir de ses œufs

D'après Moravec (2001), Huffmanela est le seul genre de la sous-famille Huffmanelinae Moravec, 2001.

L'espèce-type du genre Huffmanela est Huffmanela carcharini (McCallum, 1925) Moravec, 1987, une espèce originellement décrite dans le genre Capillaria sous le nom Capillaria carcharhini MacCallum, 1925
et Capillaria spinosa MacCallum, 1926 par MacCallum.
Vingt espèces d’Huffmanela ont été décrites avec un nom latin 
,,,,,,,,,
Parmi ces vingt espèces, les formes adultes sont connues seulement pour 5 espèces (Tableau ci-dessous); toutes les autres ont été décrites seulement à partir des œufs.
Les hôtes incluent des espèces et des familles de poissons variées, généralement marins, avec une seule exception, H. huffmani, chez un hôte en eau douce.

En plus de ces espèces décrites formellement, une demi-douzaine de cas d’Huffmanela spp., donc des espèces non nommées, ont été mentionnées de divers poissons hôtes,,,,,,.
Espèces d’Huffmanela décrites, description de leur forme adulte, espèce et famille du poisson hôte

| Espèce                                                | Forme adulte | Hôtes                                                                               |
| ----------------------------------------------------- | ------------ | ----------------------------------------------------------------------------------- |
| Huffmanela balista Justine, 2007                      | décrite      | Abalistes stellatus (Balistidae)                                                    |
| Huffmanela banningi Moravec, 1987                     | inconnue     | Cynoglossus browni (Cynoglossidae)                                                  |
| Huffmanela branchialis Justine, 2004                  | inconnue     | Nemipterus furcosus (Nemipteridae)                                                  |
| Huffmanela canadensis Moravec, Conboy & Speare, 2005  | décrite      | Sebastes spp. (Sebastidae)                                                          |
| Huffmanela carcharini (MacCallum, 1925) Moravec, 1987 | inconnue     | Carcharhinus melanopterus, C. plumbeus (Carcharhinidae)                             |
| Huffmanela filamentosa Justine, 2004                  | inconnue     | Gymnocranius grandoculis (Lethrinidae)                                              |
| Huffmanela hamo Justine & Iwaki, 2014                 | inconnue     | Muraenesox cinereus (Muraenesocidae)                                                |
| Huffmanela huffmani Moravec, 1987                     | décrite      | Lepomis spp., Ambloplites rupestris, Micropterus salmoides (Centrarchidae)          |
| Huffmanela japonica Moravec et al., 1998              | inconnue     | Upeneus japonicus(Mullidae)                                                         |
| Huffmanela lata Justine, 2005                         | inconnue     | Carcharhinus amblyrhynchos (Carcharhinidae)                                         |
| Huffmanela longa Justine, 2007                        | décrite      | Gymnocranius grandoculis (Lethrinidae)                                              |
| Huffmanela markgracei Ruiz & Bullard, 2013            | inconnue     | Rhizoprionodon terraenovae (Carcharhinidae)                                         |
| Huffmanela mexicana Moravec & Fajer-Avila, 2000       | inconnue     | Sphoeroides annulatus (Tetraodontidae)                                              |
| Huffmanela moraveci Carballo & Navone, 2007           | décrite      | Odontesthes smitti, Odontesthes nigricans (Atherinopsidae)                          |
| Huffmanela oleumimica Ruiz et al., 2012               | inconnue     | Lutjanus campechanus (Lutjanidae)                                                   |
| Huffmanela ossicola Justine, 2004                     | inconnue     | Bodianus loxozonus, Bodianus perditio, Bodianus busellatus (Labridae)               |
| Huffmanela paronai Moravec & Garibaldi, 2000          | inconnue     | Xiphias gladius (Xiphiidae)                                                         |
| Huffmanela plectropomi Justine, 2011                  | inconnue     | Plectropomus leopardus (Serranidae)                                                 |
| Huffmanela schouteni Moravec & Campbell, 1991         | inconnue     | Hirundichthys affinis, Cheilopogon cyanopterus, Cheilopogon heterurus (Exocoetidae) |
| Huffmanela shikokuensis Moravec et al., 1998          | inconnue     | Stephanolepis cirrhifer (Monacanthidae)                                             |

## Intérêt en médecine

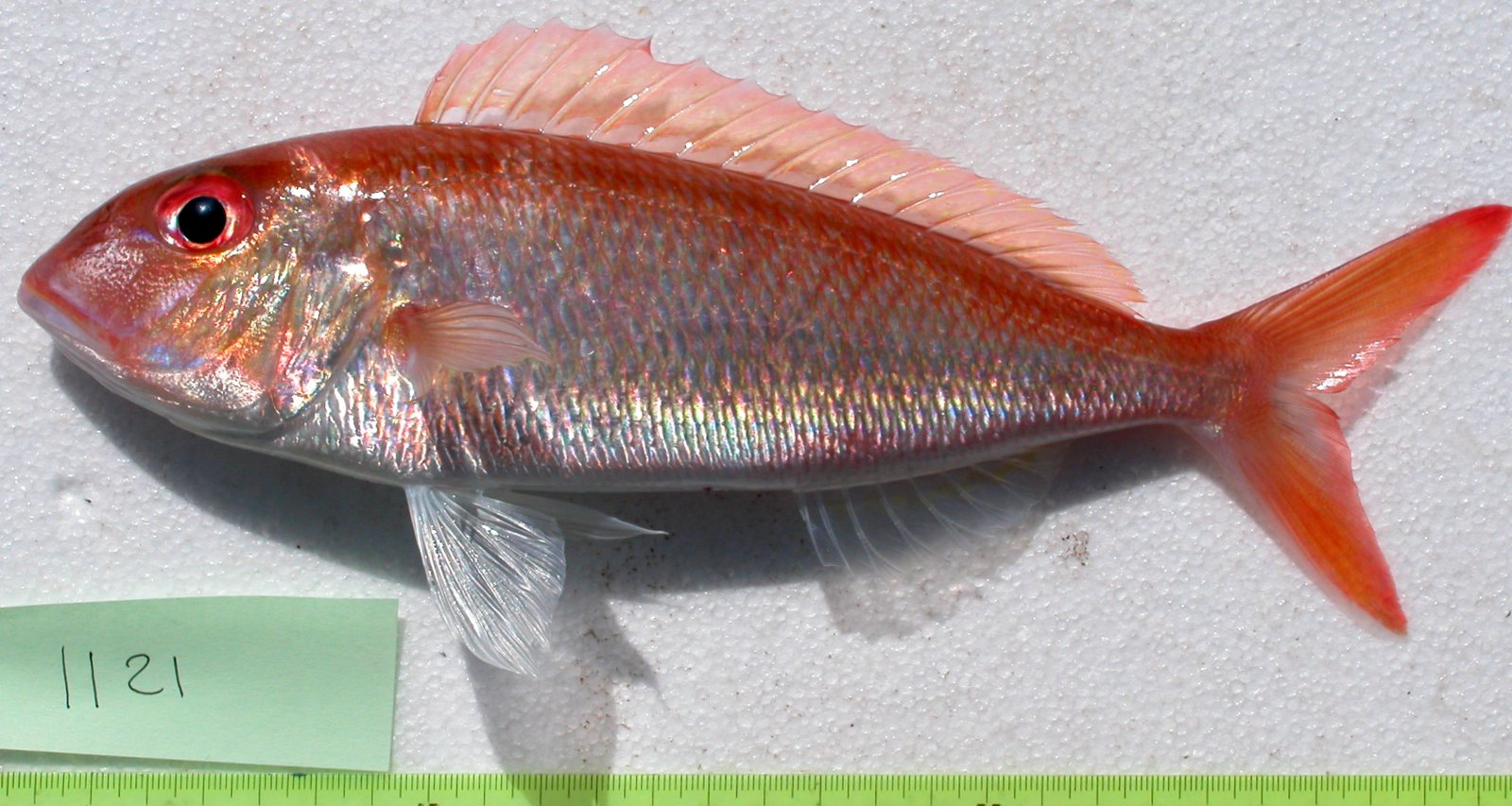
Le rouget de jour (Nemipterus furcosus) est souvent consommé en Nouvelle-Calédonie; il héberge Huffmanela branchialis

Toutes les espèces d’Huffmanela connues sont strictement parasites de poissons, et aucune ne peut infester l'espèce humaine. Toutefois, on trouve dans la littérature des mentions de prétendue parasitoses (« spurious parasitosis ») où des œufs d’Huffmanela ont été trouvés dans des examens coprologiques. Les infestations de poissons pouvant être très lourdes, avec des millions d'œufs dans un seul poisson, on comprend que la consommation d'un poisson parasité, même bien cuit, puisse conduire à trouver de très nombreux œufs d’Huffmanela dans les selles. À cause de leurs bouchons polaires, les œufs des Nématodes Trichocephalida appartenant aux genres Anatrichosoma, Capillaria ou Trichuris peuvent parfois être confondus.